# Comunele Cehiei (Ř)
Aceasta este o listă a comunelor din Republica Cehă care încep cu litera Ř.
Această listă este generată cu date din Wikidata și este actualizată periodic de un robot.
 Editările făcute în listă vor fi șterse la următoarea actualizare!
| #  | Comună                   | Populație | Suprafață (km2) | District                  |
| -- | ------------------------ | --------- | --------------- | ------------------------- |
| 1  | Říčany                   | 17.143    | 25,81           | okres Praha-východ        |
| 2  | Řevnice                  | 3.777     | 10,14           | okres Praha-západ         |
| 3  | Říčany                   | 2.143     | 10,92           | okres Brno-venkov         |
| 4  | Řepiště                  | 1.915     | 8,01            | okres Frýdek-Místek       |
| 5  | Řevničov                 | 1.487     | 29,23           | okres Rakovník            |
| 6  | Řehlovice                | 1.446     | 27,98           | okres Ústí nad Labem      |
| 7  | Řečany nad Labem         | 1.414     | 5,52            | okres Pardubice           |
| 8  | Řitka                    | 1.401     | 3,94            | okres Praha-západ         |
| 9  | Římov                    | 1.025     | 15,28           | okres České Budějovice    |
| 10 | Řenče                    | 931       | 26,16           | okres Plzeň-jih           |
| 11 | Řícmanice                | 828       | 1,5             | okres Brno-venkov         |
| 12 | Řepov                    | 790       | 2,38            | okres Mladá Boleslav      |
| 13 | Řepín                    | 719       | 15,32           | okres Mělník              |
| 14 | Řetová                   | 695       | 8,49            | okres Ústí nad Orlicí     |
| 15 | Řeka                     | 553       | 13,45           | okres Frýdek-Místek       |
| 16 | Řehenice                 | 544       | 11,04           | okres Benešov             |
| 17 | Řestoky                  | 473       | 3,91            | okres Chrudim             |
| 18 | Řečice                   | 462       | 8,47            | okres Žďár nad Sázavou    |
| 19 | Říkovice                 | 457       | 3,85            | okres Přerov              |
| 20 | Řepice                   | 442       | 4,28            | okres Strakonice          |
| 21 | Řisuty                   | 428       | 6,12            | okres Kladno              |
| 22 | Říčky                    | 426       | 2,59            | okres Brno-venkov         |
| 23 | Římov                    | 421       | 9,16            | okres Třebíč              |
| 24 | Řepníky                  | 392       | 10,95           | okres Ústí nad Orlicí     |
| 25 | Řípec                    | 339       | 7,41            | okres Tábor               |
| 26 | Řepeč                    | 286       | 12,78           | okres Tábor               |
| 27 | Řetůvka                  | 282       | 4,23            | okres Ústí nad Orlicí     |
| 28 | Řásná                    | 268       | 13,52           | okres Jihlava             |
| 29 | Řendějov                 | 251       | 8,4             | okres Kutná Hora          |
| 30 | Říkov                    | 248       | 2,47            | okres Náchod              |
| 31 | Řimovice                 | 231       | 3,31            | okres Benešov             |
| 32 | Řídeč                    | 184       | 7,28            | okres Olomouc             |
| 33 | Řečice                   | 160       | 7,76            | okres Pelhřimov           |
| 34 | Říčky v Orlických horách | 118       | 14,78           | okres Rychnov nad Kněžnou |
| 35 | Řeřichy                  | 103       | 4,88            | okres Rakovník            |
| 36 | Řemíčov                  | 99        | 4,33            | okres Tábor               |
| 37 | Řídelov                  | 87        | 6,52            | okres Jihlava             |
| 38 | Řitonice                 | 86        | 1,66            | okres Mladá Boleslav      |
| 39 | Řikonín                  | 60        | 2,59            | okres Brno-venkov         |
| 40 | Řídký                    | 58        | 1,41            | okres Svitavy             |